# ستيف لوري
ستيف لوري (بالإنجليزية: Steve Laurie)‏ (30 أكتوبر 1982 بملبورن في أستراليا - ) هو لاعب كرة قدم أسترالي في مركز الدفاع. شارك مع منتخب أستراليا تحت 20 سنة لكرة القدم. أما مع النوادي، فقد لعب مع سيدني إف سي ونادي بيتربورو يونايتد ونادي جنوب ملبورن وAltona Magic SC ‏ وBentleigh Greens SC ‏ وOakleigh Cannons FC ‏.

## وصلات خارجية
- ستيف لوري على موقع قاعدة بيانات كرة القدم.إي يو (الإنجليزية)